# マイナー文学
マイナー文学（マイナーぶんがく、仏:littérature mineure）とは、ジル・ドゥルーズとフェリックス・ガタリが1975年刊行の共著『カフカ—マイナー文学のために』で提示した概念。
少数民族が、自民族の言語ではなく英語やフランス語などの広く使用されている言語によって書く文学のこと。
| スタブアイコン | サブスタブ | この項目は、まだ閲覧者の調べものの参照としては役立たない、文学に関連した書きかけの項目です。この項目を加筆・訂正などしてくださる協力者を求めています（P:文学、PJ:ライトノベル）。項目が小説家・作家の場合には{Writer-substub}を、文学作品以外の本・雑誌の場合には{Book-substub}を貼り付けてください。 |